# Melotron
Melotron ist eine Band aus Neubrandenburg in Mecklenburg-Vorpommern (Deutschland), die seit 1991 zumeist deutschsprachige elektronische Musik macht.

## Bandgeschichte
Die Gründungsmitglieder sind Andy Krüger (Gesang/Komposition), Edgar Slatnow (Gesang/Synthesizer/Texte) und Kay Hildebrandt (Synthesizer/Produktion). Ursprünglicher Bandname war The Vermin, welcher aber später nicht mehr zu den rein deutschen Texten passte und mit der ersten CD in Melotron geändert wurde.
Ihr Debütalbum Mörderwerk, sowie die Alben Fortschritt, Weltfrieden, Sternenstaub und Cliché wurden zusammen mit dem Indie- und Techno-Produzenten Olaf Wollschläger in den Weltherren-Studios Neuss und später in den Railroadtracks Studios Buir (Kerpen) aufgenommen. Im Jahr 2006 entschloss sich die Band, auch in diesem Bereich neue Wege zu gehen und arbeitete neben Wollschläger auch mit dem Alternative-Produzenten Dirk Riegner. Im Anschluss an die Produktion wurde das Album Propaganda veröffentlicht.
Am 9. Februar 2007 trat Melotron mit dem Song „Das Herz“ beim Bundesvision Song Contest für ihr Bundesland Mecklenburg-Vorpommern an.
2010 spielte Melotron im Vorprogramm beim deutschen Synthie-Pop-Sänger Peter Heppner und dessen Clubtour.
Melotron veröffentlichte bei Bloodline, Zoth Ommog und Synthetic Symphony (SPV) seine Alben und Singles. Seit 2013 sind die Musiker beim Label Out of Line untergekommen. Im Jahr 2014 wurde Melotron bei seiner Clubtour von der Band Minerve unterstützt, die ebenfalls aus Neubrandenburg stammt.

## Diskografie

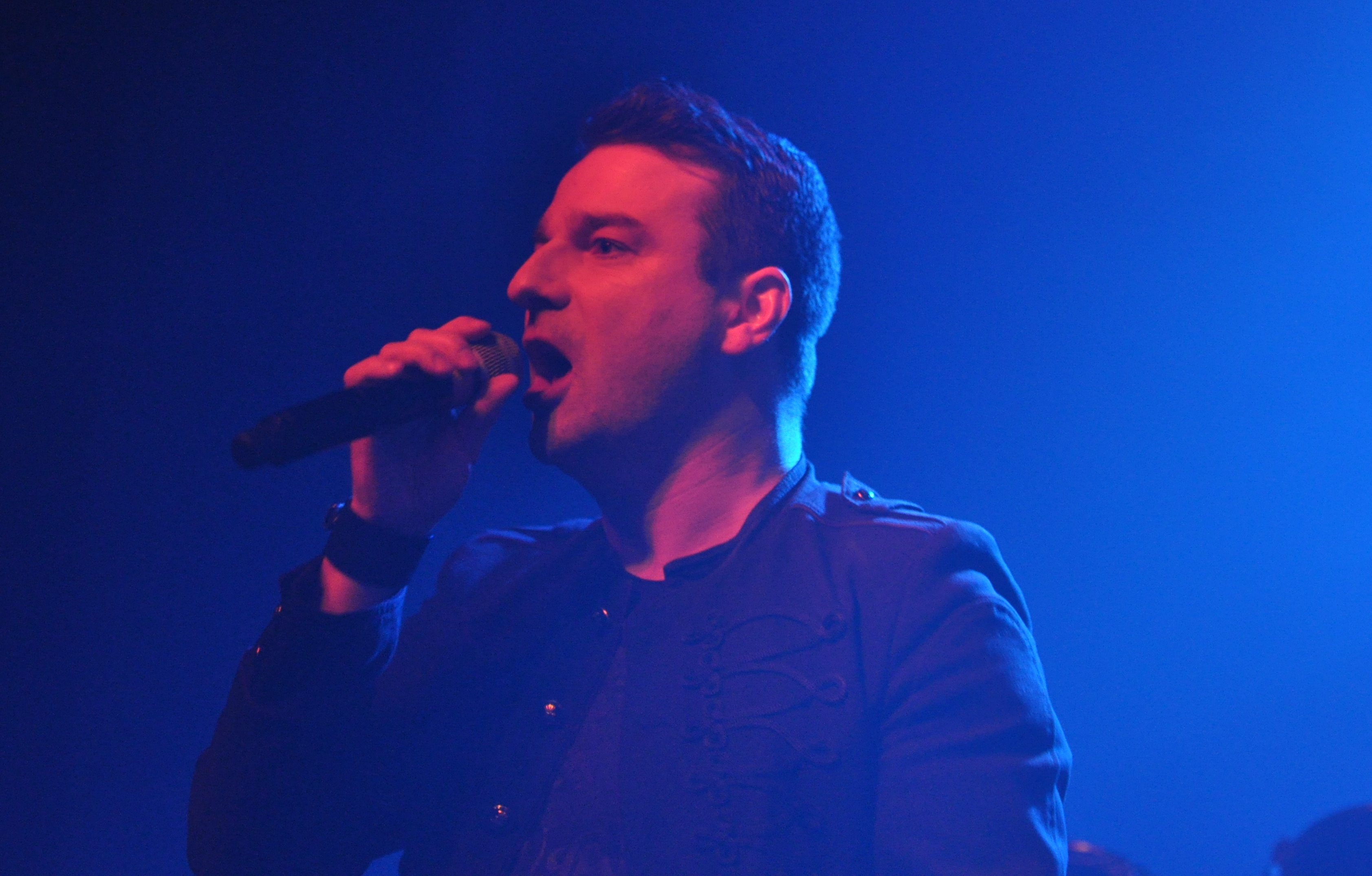
Andy Krüger, 2013

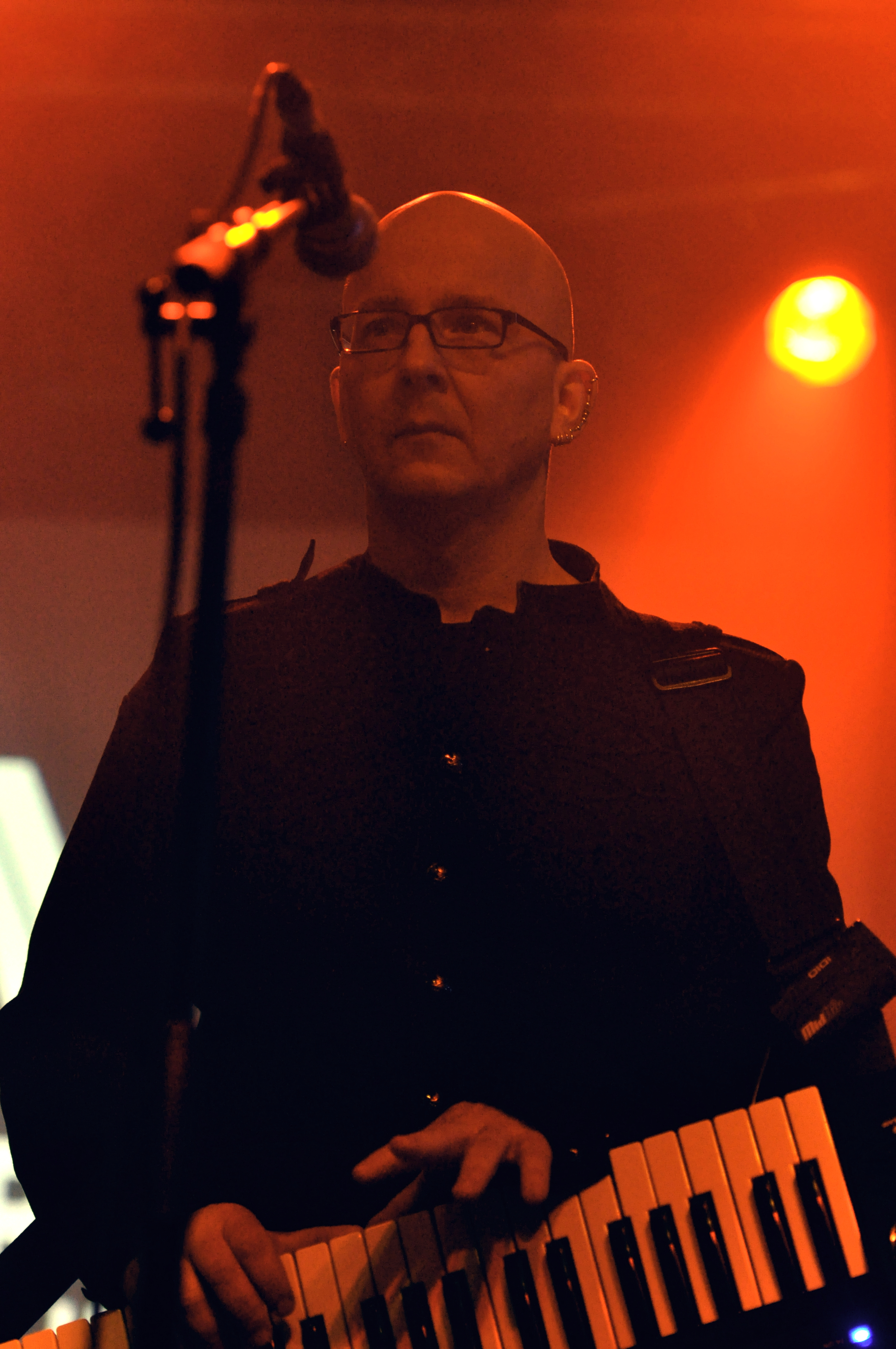
Edgar Slatnow, 2013

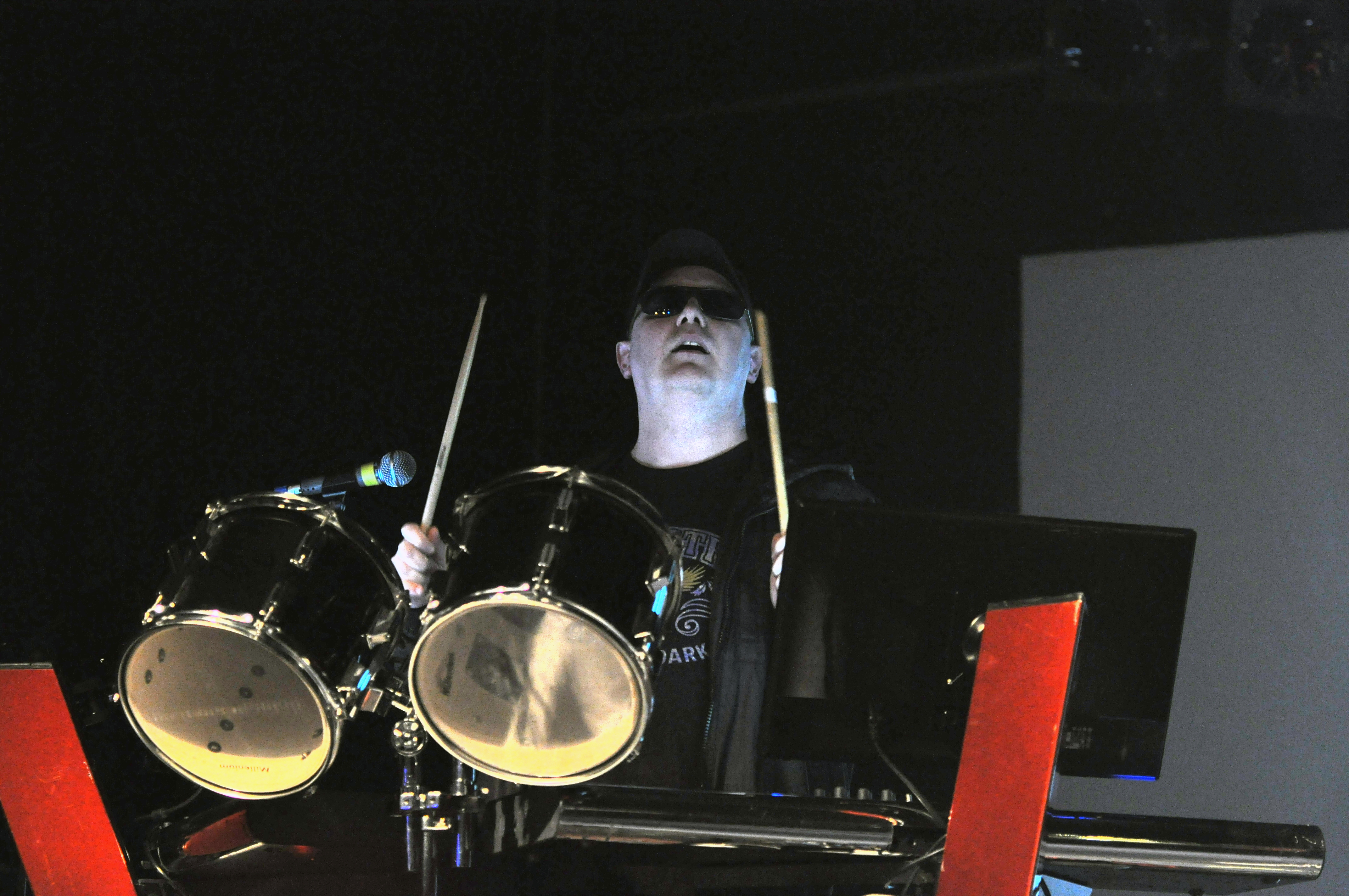
Kay Hildebrandt, 2013

### Alben
Reguläre Alben
- Mörderwerk – März 1999
- Fortschritt – Februar 2000
- Weltfrieden – September 2002
- Sternenstaub – Oktober 2003
- Cliché – Juni 2005
- Propaganda – Februar 2007
- Werkschau – Juni 2014
- Für Alle – Juni 2018

Re-Releases (mit ergänzter Playlist)
- Mörderwerk (Re-Release) – Juni 2003
- Fortschritt (Re-Release) – März 2005

US-Versionen
- Fortschritt (US) – Januar 2001
- Weltfrieden (US Tour Edt.) – Juli 2003
- Klangkombinat (US Best Of) – Juli 2003
- Sternenstaub (US) – Oktober 2003
- Cliché (US) – Juli 2005

### EPs
- E.P. Sode 3 – September 2000
- Brüder – Dezember 2001
- Folge Mir Ins Licht – Januar 2003
- Stuck in the Mirror – März 2013

### Singles
- Dein Meister – November 1998
- Der Blaue Planet – Mai 1999
- Kindertraum V1 – August 1999
- Kindertraum V2 – August 1999
- DJ-Traum (Promo) – August 1999
- Tanz mit dem Teufel – Januar 2000
- Gib Mir Alles – Juni 2002
- Kein Problem – September 2003
- Folge mir ins Licht 2003
- Wenn wir wollten – Mai 2005
- Das Herz – Januar 2007
- Liebe ist Notwehr 2007
- Menschen 2018

## Nebenprojekte
Andy Krüger war Gastsänger bei folgenden Projekten:
- Emergenz – Vergessen ist Sühne
- In Strict Confidence – The Sun Always Shines on T.V. (A-ha-Coverversion)
- In Strict Confidence – Manchmal redest du im Schlaf